# Herakleios
Herakleios of Heraclius (Grieks: Ηράκλειος / Hērákleios; Latijn: Flavius Heraclius Augustus), was van 5 oktober 610 tot 11 februari 641 de Oost-Romeinse, of beter gezegd Byzantijnse keizer. Hij was een van de belangrijkste Byzantijnse heersers en kan tegelijkertijd als laatste heerser van de late oudheid en eerste keizer van het middeleeuwse Midden-Byzantijnse Rijk worden beschouwd. De door hem gestichte dynastie zou tot het jaar 711 regeren.
Herakleios' regering werd gekenmerkt door voortdurende militaire campagnes in het Midden-Oosten, eerst in de Romeins-Perzische oorlogen en later in de Byzantijns-Arabische oorlogen. Het Latijn werd onder hem door het Grieks vervangen als bestuurstaal. Het Koinè veranderde hierdoor naar Middelgrieks (Middeleeuws of Byzantijns Grieks).

## Leven

### Herkomst en troonsbestijging
Flavius Heraclius of Herakleios was van Armeense afkomst. Zijn moeder heette Epiphania, zijn vader, Herakleios de Oudere, was onder keizer Mauricius generaal, voordat hij tot exarch van Carthago werd benoemd (in principe een gouverneur met verstrekkende militaire en civiele bevoegdheden). De jongere Herakleios heeft mogelijk ook nog Latijn gesproken, maar zijn moedertaal was het Grieks. Het is mogelijk (hoewel onwaarschijnlijk) dat hij een afstammeling was van de Arsaciden, die tot 226 in Perzië en tot 428 in Armenië hebben geregeerd.

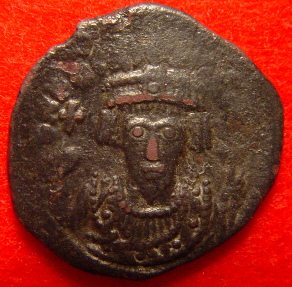
Beeldenaar van Phocas.

Enige tijd na de staatsgreep van Phocas, waarbij keizer Mauricius samen met zijn familie werd vermoord, namen dissidenten in Constantinopel, klaarblijkelijk ontevreden met de toenmalige regering, contact op met Herakleios' vader. Uiteindelijk trok een leger onder leiding van Niketas, een veteraan van Herakleios, Egypte, de graanschuur van het rijk, binnen. De bezetting van Egypte werd mogelijk door de rijke en invloedrijke familie van de Apionen ondersteund. Intussen zeilde Herakleios, die in de plaats van zijn vader ging, zelf in 610 met de vloot naar Constantinopel. Phocas werd aan het begin van oktober van datzelfde jaar nog afgezet en op gruwelijke wijze gedood. Nochtans verschilde de politiek van de nieuwe keizer bij het begin van zijn regering amper van zijn voorganger. De weerstand tegen de oprukkende Perzen, die sinds 603 Oost-Romeinse territorium aanvielen (cf. infra), schijnt zelfs vooral te zijn afgenomen, wat ten dele te verklaren valt door het feit dat Herakleios zelf problemen had om zijn heerschappij te consolideren. In het algemeen echter meent men dat de regering van Phocas ten minste bij een deel van de bevolking op weerstand stuitte.

## Byzantijns-Sassanidische Oorlog (602-628)

### Eerste oorlogsjaren
De relatie met de Perzische Sassaniden, de oude erfvijand van het Oost-Romeinse Rijk, was sinds dat grootkoning Khusro II aan de macht was, dankzij de steun van keizer Mauricius, opperbest. Diens afzetting en moord in 602 benutte Khusro II als voorwendsel, om in Oost-Romeins gebied binnen te vallen. De nieuwe keizer Phocas was fel omstreden, en her en der braken er opstanden uit. Een opstandige generaal Narses  beweerde, dat hij in contact was met Theodosius, een vermeende zoon van Mauricius, die het door Phocas aangerichte bloedbad zou hebben overleefd. Mesopotamia scheurde zich af. Dat gaf Khusro II de gelegenheid verder op te schuiven tot in Anatolië. Armenië, alsook de belangrijke vesting Dara waren reeds verloren gegaan. Op de duur slaagden de Sassaniden erin een wig te slaan tussen Anatolië en de Levant. Het zal tot 611 duren vooraleer Herakleios de weerstand van de Phocastroepen, wier aanvoerder een broer van Phocas was, had gebroken.

### Verlies van Syrië en Palestina

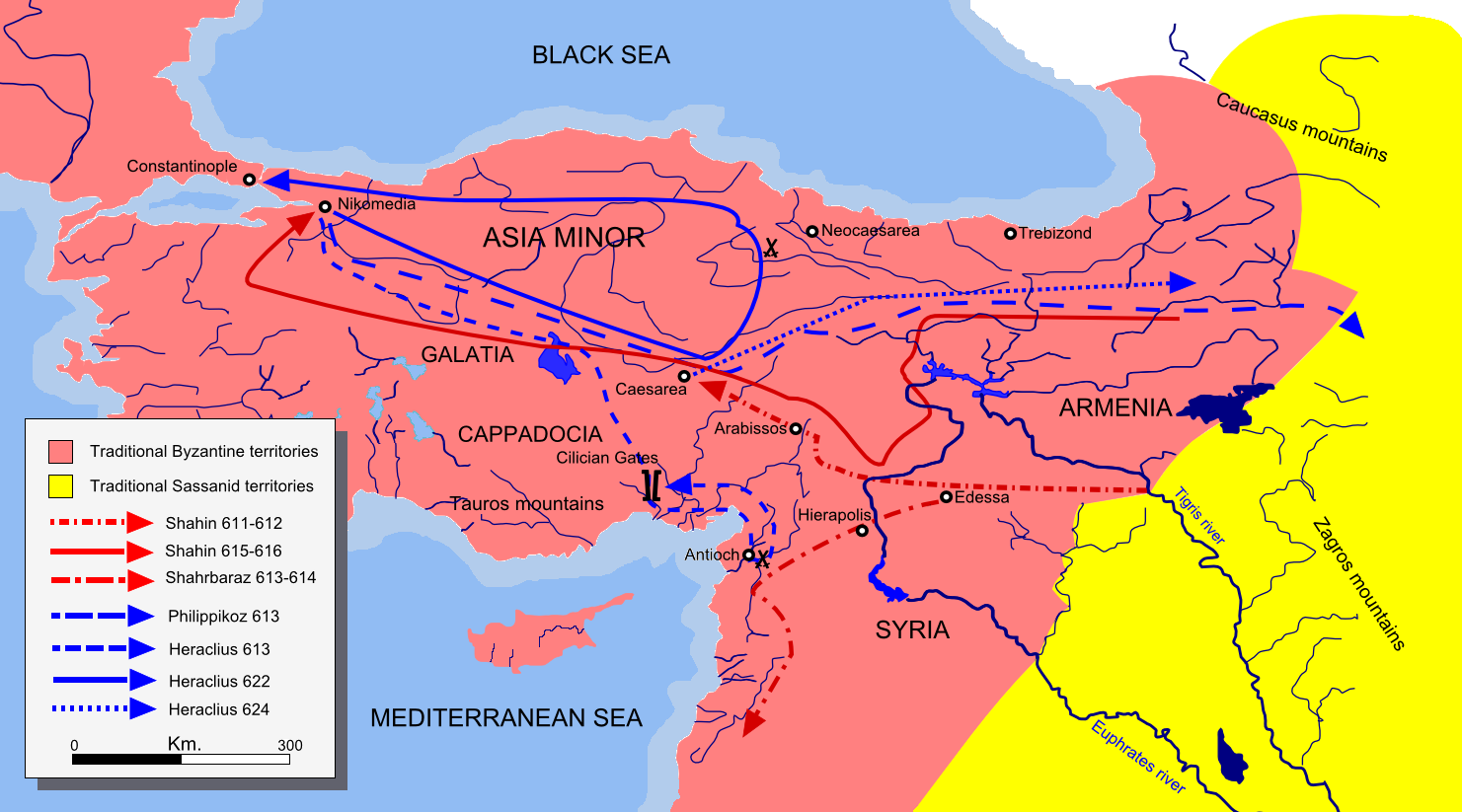
Campagnes tussen 611 en 624. Rood- Sassaniden, blauw - Byzantijnen

Perzische troepen, onder generaal Shahin drongen door tot Caesarea en plunderden Cappadocië. In 613 ondernam de Romeinse generaal Philippikos een invasie in Armenië en drong diep door in Perzisch gebied, in de hoop dat de Perzen zich zouden terugtrekken. Maar de soldaten van generaal Shahrbaraz vervoegden die van Shahin en de Byzantijnen werden verpletterend verslagen in de Slag bij Antiochië (613). Daarna werden de Byzantijnen opnieuw verslagen by de Cilicische Poorten, en werd ook Tarsus ingenomen.  Later drong Shahin met zijn Perzische troepen door Klein-Azië tot  Chalcedon, aan de oevers van de Bosporus. Herakleios verenigde zich met zijn broer Theodoros en zijn neef Niketas in Syria.  Nicetas en zijn troepen werden echter verslagen; ze moesten zich in allerijl naar Klein-Azië terugtrekken. In datzelfde jaar ging Damascus aan de Perzen verloren.
Daarop richten de Perzen zich naar het zuiden en veroverden in 614 Jeruzalem, samen met het Heilig Kruis, dat aan Shirin, de christelijke echtgenote van Khusro werd teruggegeven. Daarbij had de Perzische generaal Shahrbaraz duidelijk de joden voor de strijd tegen de christenen opgevorderd; het kwam waarschijnlijk tot enkele zware gruweldaden, die later aan christelijke zijde niet zouden worden vergeten, hoewel de Perzen hun steun aan de joden al snel opgaven en nu de monofysitische christenen favoriseerden, die sinds lange tijd in conflict lagen met de orthodoxe keizers.

### Sassaniden veroveren Egypte (618-621)
De Perzen vielen in 618 uiteindelijk Egypte binnen, waar Niketas niets anders kon doen dan hen weerstand bieden. De Byzantijnse legers werden meerdere malen verslagen en het land werd in 619 veroverd en vervolgens administratief in het Sassanidenrijk ingelijfd, waarmee ook de "graanschuur" van het Oost-Romeinse Rijk in Perzische handen was gevallen – een catastrofe, die de keizer met lede ogen moest aanzien. Reeds een kort na de val van Jeruzalem in grote aantallen aangemunte zilvermunt met de bijzondere legende Deus adiuta Romanis ("God, help de Romeinen!") toont de vertwijfelde toestand van het rijk aan.

### Het tegenoffensief van Herakleios

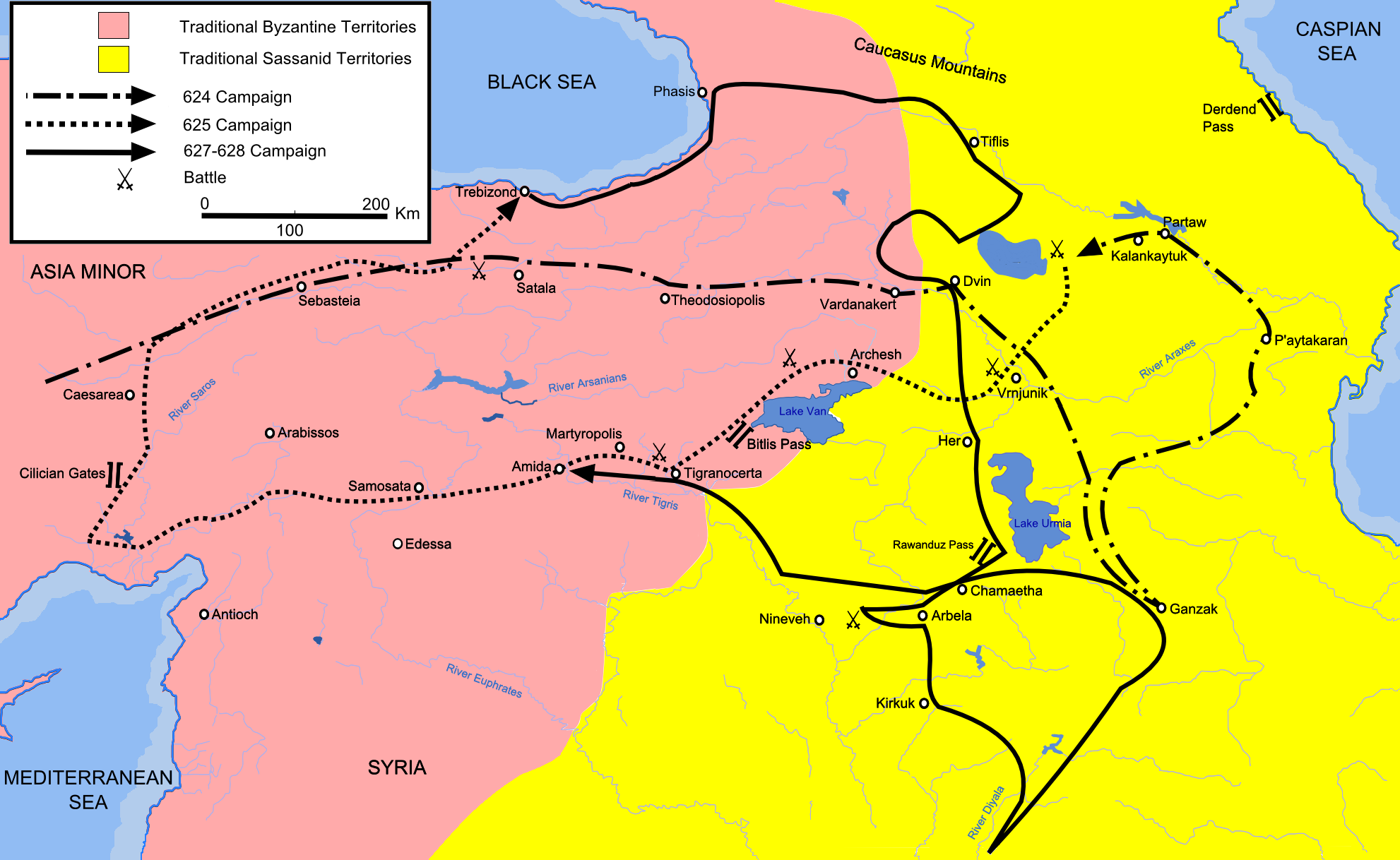
Campagnes tussen 624-628

De situatie zag er toen voor de keizer zo wanhopig uit, dat hij naar verluidt een tijd lang moet hebben overwogen, de hoofdstad op te geven en zich in het veiliger Carthago terug te trekken. Slechts op aandringen van de patriarch Sergios zou hij in het oosten zijn gebleven en nu een gewaagd plan hebben bedacht: hij wilde in het offensief gaan en de vijand in eigen land treffen. Deze feitelijk zeer moedige stap toont de moeilijke situatie waarin het Oost-Romeinse Rijk zich op dat moment bevond.
Herakleios, bevocht de corruptie onder gouverneurs, en onnodige uitgaven nog verder, en liet het inkomen van ambtenaren beperken. Daarmee wist hij de schatkist vol te houden, terwijl hij het volk tevreden hield door het niet te zwaar te belasten, en tegelijkertijd liet hij nieuwe soldaten rekruteren. Hij verbeterende trainingsmethoden en wapens, en ontwikkelde nieuwe strategieën. Hij gebruikte steun van de kerk om eenheid onder de soldaten en burgers van verschillende stromingen te brengen, en wist ook door zijn wijze heerschappij de ambtenaren en het hof blij te houden.
Herakleios kocht een korte vrede van de Avarenkhagan af, verzamelde zijn vaste troepen en verliet op 5 april 622 de hoofdstad. Het is ook opmerkelijk in dit verband, dat Herakleios de eerste keizer sinds Theodosius I was, die zelf aan het hoofd van een leger ten oorlog trok (met uitzondering van enige militaire operaties onder Mauricius) – in het bijzonder, daar Herakleios zich nu een uitstekend strateeg toonde, aangezien het om een offensief ging.
Hij begaf zich waarschijnlijk samen met het leger langs een overzeese route naar Pylae, van waaruit de keizer via een noordelijke route, landinwaarts marcheerde; hoewel de precieze route van het leger even onbekend is als zijn sterkte, moet het toch een aanzienlijke macht zijn geweest.
De maatregelen van de keizer hadden duidelijk hun effect: Herakleios kon waarschijnlijk aan het eind van 622 (volgens andere bronnen 623) de Perzische generaal Shahrbaraz in Cappadocië verslaan (Herakleios' veldtocht van 622). Dit was een grote overwinning die het effect van zijn nieuwe strategieën liet zien. Hij kon zijn campagne niet verder zetten. Herakleios werd gedwongen terug te keren naar Constantinopel om een nieuwe bedreiging door Avaren te regelen, die echter vooral door verdere tribuutbetalingen tot rust konden worden gebracht. Daarbij was de keizer bijna in handen van de Avaren gevallen.
Herakleios leidde waarschijnlijk in totaal drie campagnes tegen de Sassaniden, Na zijn verblijf in Constantinopel begaf hij zich naar de Kaukasus, waar hij versterking van de lokale christenen ontving. Het bijzondere aan zijn veldtocht tegen de Sassaniden was, dat Herakleios het openlijk als een soort kruistocht tegen de „Vuuraanbidders“ opvatte: er werden beelden van Christus opgesteld in het legerkamp, en uit wraak voor de verwoesting van Jeruzalem en het meenemen van het Heilige Kruis werden verscheidene vuurtempels vernietigd. Als men het verslag van Georgius van Pisidië mag geloven, ontstond er een bijna mystieke stemming onder de Oost-Romeinse troepen. Tegen 625 had hij de Kaukasus veroverd en overwinterde in Kaukasisch Albanië.
Koshrau liet het hier niet bij en stuurde zijn drie bekwaamste generaals Shahrbaraz, Shahin, en Shahraplakan op hem af. Herakleios liet twee soldaten doen alsof ze overliepen en zij vertelden Shahrbaraz dat Herakleios door Shahin op de vlucht geslagen was. De jaloerse Perzische generaals wilden hem allemaal als eerste verslaan. Herakleios wist Shahraplakan en Shahin verpletterend te verslaan, met behulp van zijn goed getrainde soldaten, en schutters infanterie, hij wist hun rijke vervoeg wagens in handen te krijgen. Shahrbaraz stuurde 6000 man om hem 's nachts aan te vallen, Herakleios viel echter zijn kamp tijdens een verrassingsaanval binnen, vernietigde zijn leger en plunderde zijn kamp. Door deze overwinningen wist Herakleios Armenië veilig te stellen en kon hij ook veel rijkdom vergaren om de schatkist verder te vullen en voor het herstel van zijn provincies en uitbreiding van het leger te betalen. Hij plunderde ook Medie waarbij hij nog meer rijkdom verkreeg.
De laatste schermutseling tussen Herakleios en Shahrbaraz was de Slag bij Sarus in 625. Daarna vertrok Shahrbaraz richting Anatolië.

### Beleg van Constantinopel (626)
De opdracht van Shahrbaraz was, contact te maken met de Avaren, en gezamenlijk Constantinopel aan te vallen. De Avaren vanuit Europese kant en de Sassaniden vanuit Anatolië. De belegering ving aan in de zomer van 626. Toch kon de stad dankzij de vloot standhouden, daar de Perzen noch de Avaren en Slaven erin slaagden de Bosporus over te steken. De Oost-Romeinen meenden echter het einde van de belegering te danken te hebben aan de steun van de moeder Gods, waardoor deze gebeurtenis een religieuze dimensie kreeg. Wanneer men de Perzische strategie beschouwt - die duidelijk de strategie van Herakleios kopieerde, om de vijand in haar kerngebied te treffen - valt op, dat de Perzen in Klein-Azië al plunderend binnenvielen, maar nooit de controle over het volledige grondgebied verkregen.
Herakleios had ondertussen zijn troepen opgedeeld: een deel stuurde hij naar Constantinopel ter versterking, waar zij vóór Shahrabaraz aankwamen, die de Perzische troepen tijdens de belegering commandeerde, een ander deel marcheerde onder leiding van zijn broer, kouropalates Theodoros, Mesopotamië binnen, waar zij de Perzische generaal Shahin konden verslaan. Het derde deel bleef met de keizer in Armenië.
De nederlaag van generaal Shahin betekende een keerpunt in de oorlog. Na het horen van de dood van Shahin, staakten de Avaren de strijd. Shahrbaraz stond er alleen voor en keerde naar Syria terug.

### Eindoffensief (627-629)

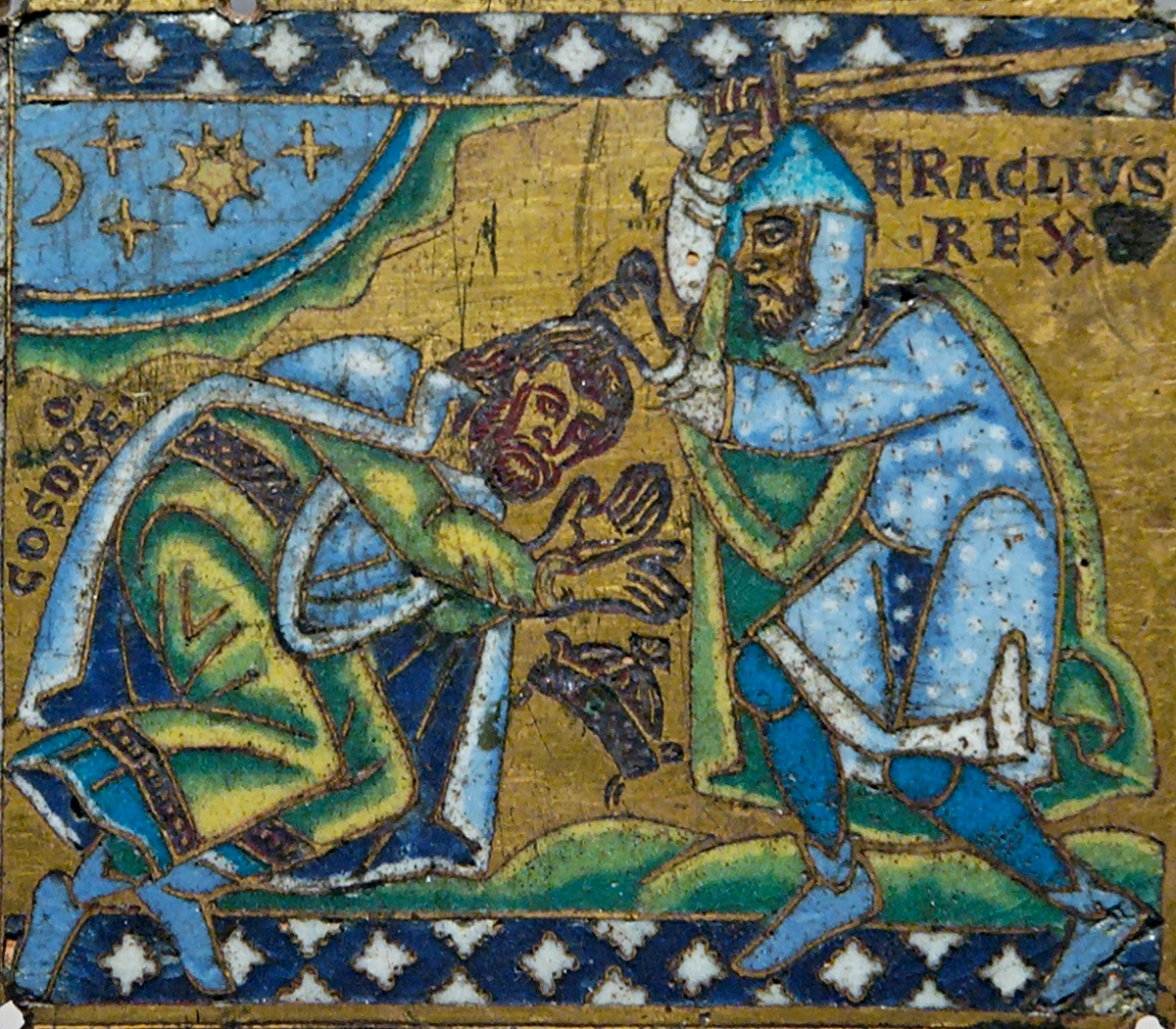
Herakleios snijdt Khusro, als teken van vernedering, de haren af (12e-eeuwse emailplaguette)

De mislukte belegering van Constantinopel markeerde het keerpunt in de oorlog: de Perzen werden in het defensief gedwongen, het Avarenrijk op de Balkan desintegreerde ten gevolge van interne conflicten, terwijl de Romeinen verder in het offensief gingen. Herakleios lichtte verder troepen in Lazika aan de Zwarte Zee en nam met de "Chazaren" (zoals ze worden genoemd in de bronnen, hoewel het waarschijnlijk in werkelijkheid om Gökturken ging) contact op, die hem eveneens troepen leverden. In de zomer van 627 traden verder ook troepen uit Klein-Azië in het leger in. Met Turkse steun werd een Perzisch bondgenootschap onder leiding van Sharaplakan vernietigd, waarbij de Perzische generaal in de slag zou vallen. Shahrabaraz, ondanks enkele nederlagen de beste generaal van Khusro, had zich in Egypte teruggetrokken en zou niets meer ondernemen tegen Herakleios; Khusro had duidelijk het vertrouwen in zijn generaal verloren en dacht zelfs hem te laten executeren.
Herakleios, die nu het zuidelijke gebied van de Kaukasus controleerde, marcheerde in september 627 vanuit Tbilisi naar het zuiden, waardoor zijn hulptroepen hem spoedig zouden verlaten. In december 627 behaalde Herakleios in de Slag bij Ninive een beslissende overwinning op het kleine Perzische leger onder het commando van Rhazates. Hij hief echter de belegering van Ctesiphon op en bezette in plaats daarvan de lievelingsresidentie van Khusro, Dastagird, die werd geplunderd en vernietigd. Kerstmis vierde Herakleios in Kirkoek, waar zich de bezittingen van de familie van Yazdin bevonden, een invloedrijk Nestoriaans christen, die aan het hof van Khusro II als een soort 'minister van financiën' had gediend, maar door de grootkoning werd terechtgesteld.
Khusro II, die Herakleios tevoren op neerbuigende wijze als zijn nederige dienaar en slaaf had bestempeld, had de onverstandige beslissing genomen niet in te gaan op Herakleios' vredesvoorstel en had de schuld voor de nederlagen op zijn generaals afgeschoven en daarmee feitelijk deze laatsten tot rebellie aangezet. Zijn houding na de Slag bij Ninive werd hem als lafheid aangewreven: hij vluchtte naar Ctesiphon. Khusro werd kort daarop, in februari 628, door zijn zoon Kavad II onttroond en gedood. Geconfronteerd met een onberekenbaar keizerlijk leger in het kernland van het Sassanidenrijk en een groot Turks offensief aan de noordoostgrens, zag Kavad blijkbaar geen manier om de oorlog in afzienbare tijd met succes te beëindigen, en zo werd Herakleios de vrede geboden.

## Het terugbrengen van de relikwie van het Kruis van Christus
De Perzen, op wie de invasie van Herakleios een duidelijke schokwerking naliet, hoewel het grootste deel van hun troepen nog niet was verslagen, moesten in een vredesverdrag in 628 alle bezette gebieden en het Heilig Kruis teruggeven. Het terugbrengen van het Kruis is nog altijd een feest van tweede klas in de katholieke Kerk dat op 14 september gevierd wordt (Feest van de Heilige Kruisverheffing) en een hoogdag voor de Orthodoxe Kerk.
Herakleios, die de oorlog nooit als een vernietigings-, wel echter als een wraakoorlog had gevoerd, stond uiterlijk op het hoogtepunt van zijn macht, mede omdat ook het Avarenrijk voor afzienbare tijd tot niets in staat was. Een groot deel van het Balkangebied en de provincie Spania zijn tijdens deze oorlog voor Byzantium verloren gegaan. Het was een bedrieglijke zege: het Oost-Romeinse rijk was door de lange oorlog leeggebloed en had bovendien de zege deels te danken aan het opdagen van de Turken. Het Sassanidenrijk raakte verwikkeld in een burgeroorlog en kon zich pas onder zijn laatste heerser, Yazdagird III, weer beginnen te herstellen.

## De inval van de Arabieren en het verlies van de Romeinse oostelijke provincies
In de schaduw van de Byzantijns-Sassanidische Oorlog ontstond er op het Arabisch Schiereiland een nieuwe wereldmacht, het Arabische Rijk. De eerste maal dat de Byzantijnen in contact kwamen met de Arabieren was in september 629 tijdens de Slag bij Mu'tah, waar ze hun vazallen, de Ghassaniden, steunden. Onder leiding van generaal Khalid ibn Walid veroverden de Arabieren in korte tijd (634-638) Syria. In de herfst van 636 kwam het ten slotte tot de Slag bij de Jarmuk. Herakleios (door de Arabieren Hiraql genoemd), die de aanvallen tot voor kort niet echt serieus had genomen, bracht een zeer sterk regulier leger bijeen. Maar de Romeinse generaals werkten uit jaloezie slecht samen, en de Arabische hulptroepen van de keizer liepen over naar de vijand: de slag eindigde met een catastrofale nederlaag voor de Oost-Romeinen, die daarmee Syrië verloren, inclusief Jeruzalem in 637. Herakleios was zich welbewust van de draagwijdte ervan, daar hij, na de Slag bij de IJzeren Brug, Antiochië zou hebben verlaten met de woorden: « Vaarwel Syrië ». Niet veel later, viel Khalid ibn Walid, Armenië en Anatolië binnen.
Nog tijdens zijn leven zag hij met lede ogen aan, dat een van zijn rijkste provincies, Egypte aan hem verloren ging. Het rijk was nu teruggedrongen tot de stad Byzantium zelf, Klein-Azië, de Egeïsche Zee, Carthago (dat pas in 698 viel), enige kustgebieden in Griekenland en delen van Italië.

## Binnenlandse politiek

### Hervormingen van het leger en de bureaucratie
Herakleios ontnam veel corrupte generaals en familieleden van Phocas hun machtsposities en verving ze door ervaren generaals als Nicetas, en Theodore, de broer van Herakleios. Ook bestreed hij onnodige uitgaven, incompetentie, opstandigheid, en corruptie in het leger. Hierdoor werd de schatkist beter gevuld en was het leger meer gedisciplineerd. Ook beperkte hij wanbeheer aan het hof en in de provincies, om verder belastingen te verlagen, en de bureaucratie te versterken. Hiermee wist hij de sociale orde, de inkomsten voor de schatkist en de kwaliteit van het leger te herstellen en zelfs te versterken.
In het binnenlands beleid bevorderde Herakleios echter de vergrieksing van de staat: zo zag hij af van de Latijnse titel Imperator (evenals het Griekse equivalent autokrator) en nam in plaats daarvan de Griekse titel van basileus aan, die voor het eerst in een officiële context in maart 629 opduikt. Evenwel was het Latijn al lang slechts de taal van militairen en de ambtenarij, maar niet die van het volk. De volkstaal was in Klein-Azië, Syrië en Egypte sinds de tijd van Alexander langzaamaan oppervlakkig gehelleniseerd en was daardoor Grieks van aard geworden. Justinianus I was de laatste Romeinse keizer wiens moedertaal nog Latijn was geweest.
Economisch gezien lijken de verwoestingen van de Aziatische provincies door de Sassaniden een ernstig probleem te zijn geweest. Ook dit speelde mee toen het kort na 628 tot een uitbarsting van de dure strijdkrachten kwam, wat ten gevolge van de Arabische invasie ook fataal bleek te zijn. Toch voerde Herakleios een echt succesrijke financiële hervorming door, waarbij literatuur en kunst nog eenmaal een enkele bloei beleefden, voordat onder zijn opvolgers de cultuur van de late oudheid ook in het oosten steeds minder in ere werd gehouden.

### Religie
Met betrekking tot de binnenlandse politiek moest Herakleios tegen het onopgeloste probleem van het monofysitisme vechten, waarbij hij er naar streefde, de kerk in het rijk te verenigen: de compromisregeling van de Ekthesis (zie ook monotheletisme) sloeg echter niet aan, daar de meerderheid aan beide kanten onverzettelijk bleef en dit ontwerp verwierp. Het probleem van de godsdienstige eenheid werd daarna van buitenaf opgelost, toen de Arabieren de provincies veroverden die de Orthodoxie niet aanhingen. In 622 of 623 had Herakleios trouwens, na de dood van zijn eerste vrouw Fabia en tijdens een oponthoud in Constantinopel, zijn nicht Martina gehuwd, de dochter van zijn zus Maria. Dit huwelijk zou ernstige gevolgen hebben, daar de keizer zich had verdacht gemaakt van incest en daardoor voor een deel van de Kerk in ongenade viel.
Daarnaast verplichtte Herakleios de gedwongen doop van joden (iets gelijkaardig gebeurde echter ook bijvoorbeeld in Merovingisch Frankrijk). De keizer zal ook de joden hebben gewantrouwd, wat te verklaren valt op basis van hun gedrag tijdens de Perzische invasie (cf. supra). De joden hadden duidelijk politieke en godsdienstige autonomie van de Perzen verwacht, die waarschijnlijk even weinig toegevingen wensten te doen als de Oost-Romeinen.

### Themata
Of Herakleios voor de inrichting van de zogenaamde themata verantwoordelijk was, is in het huidige onderzoek omstreden. Terwijl dit voor de bekende historicus Georg Ostrogorsky (de auteur van het vroegere standaardwerk Geschichte des byzantinischen Staates, München, 19633) nog als zeker gold, wordt echter in de meeste moderne werken over deze themata op goede gronden afstand genomen van deze stelling.

## Opvolging
Aan het eind van zijn leven zorgde de opvolgingskwestie opnieuw voor problemen, aangezien Martina haar zoon Heraklonas van de troon wilde verzekeren. Rond 635 reeds waren een bastaard en een neef van de keizer onder beschuldiging van hoogverraad gearresteerd en op wrede wijze verminkt geworden - men sneed bij beiden neuzen, oren en voeten af. Uiteindelijk werden beide zonen (Heraklonas en Constantijn III) als keizers aangesteld, toen Herakleios op 11 februari 641 in Constantinopel stierf. Constantijn III overleed echter kort daarop, en na een korte regering van Martina, die in naam van de onmondige Heraklonas regeerde, besteeg zijn zoon als Constans II de troon. Onder hem werd de verandering van het Oost-Romeinse naar het Byzantijnse Rijk voltooid.

## Besluit
Herakleios voerde in de interne organisatie van het rijk een verstrekkende hervorming door, die haar stempel zou drukken op het Byzantijns Rijk tot aan zijn ondergang en het einde van de laat-antieke fase van het rijk inluidde. Onder Herakleios verloor het Oost-Romeinse respectievelijk vroeg-Byzantijnse rijk door de verregaande vergrieksing van de staat zijn laat-Romeins karakter. Het Oost-Romeinse Rijk eindigde en het echte Byzantijnse Rijk was geboren.
Herakleios was zonder twijfel een groot militair. De tragiek van zijn regering ligt besloten in het feit dat hij het rijk wel van de Sassaniden kon redden, maar niet meer van de aanstormende Arabieren, die waarschijnlijk door een deel van de met Herakleios verwante Semitische bevolking in Syrië, waarvan de meerderheid monofysieten waren, met enthousiasme werden ontvangen. Met het verlies van de belangrijkste provincies en de nieuwe grenzen in Klein-Azië en in de Balkan eindigde het Oost-Romeinse Rijk, en het Byzantijnse Rijk stapte de middeleeuwen in.

## Voetnoten
1. ↑  A History of the Byzantine State and Society: Warren Treadgold. 1997, p. 287.'De nieuwe keizer had het grootste deel van zijn volwassen leven in Afrika doorgebracht, hoewel zijn familie waren Armeniërs van Cappadocië..'
2. ↑  Cf. W.E. Kaegi, Heraclius – Emperor of Byzantium, Cambridge, 2003, p. 21, voetnoot 4 met verdere bibliografische referenties.
3. ↑  W.E. Kaegi, Heraclius – Emperor of Byzantium, Cambridge, 2003, p. 38.
4. ↑  B. Baert, Heraclius and Chosroes or The Desire for the True Cross (2003).
5. ↑  E. Horowitz, „The Vengeance of the Jews Was Stronger Than Their Avarice“: Modern Historians and the Persian Conquest of Jerusalem in 614, in Jewish Social Studies 4.2 (1998), pp. 1-39.
6. ↑  Cf. G.B. Greatrex - S.N.C. Lieu, The Roman Eastern Frontier and the Persian Wars. Part II AD 363–630. A narrative sourcebook, Londen - New York, 2002, p. 199.
7. ↑  Voor een gedetailleerde en betrouwbare voorstelling van de Oost-Romeins-Avarische betrekkingen, zie W. Pohl, Die Awaren, München, 20022. Voor de tijd van Herakleios, zie pp. 237ff.
8. ↑  In het onderzoek is deze vraag controversieel, aangezien ook de toestand van de bronnen pover is en deels tegenstrijdig is wat de campagne betreft; zie daarnaast Theophanes Confessor en Georgius van Pisidië.
9. ↑  Cf. W.E. Kaegi, Heraclius – Emperor of Byzantium, Cambridge, 2003, pp. 122-----129. (met kaart op p. 123).
10. ↑  Voor de problematiek van de Chasaren/Gökturken zie W.E. Kaegi, Heraclius – Emperor of Byzantium, Cambridge, 2003, pp. 142-143.
11. ↑  . De inhoud van de brief van Kavad II aan Herakleios, waarin de nieuwe grootkoning om vrede smeekte, is ons in de Chronicon Paschale overgeleverd.
12. ↑  Alternatieve verklaringsmogelijkheden, zoals die van o.a. Karl-Heinz Ohlig, die in de islam een christelijke ketterij ziet, die zich pas later tot een eigen religie heeft ontwikkeld, zijn niet onproblematisch; zie in dit verband: K-H. Ohlig (ed.), Der Frühe Islam, Berlijn 2007. In verband hiermee doen ook samenhang hiermee overleveringen de ronde, die de islamitische expansie als een overname door christelijke Arabieren anders duiden, die echter niet echt overtuigend zijn, zie: V. Popp, Ergebnisse der neueren Forschung zum Frühen Islam und ihre Folgen für unser Geschichtsbild. Münzen, Papyri und Bauinschriften als Quellen für den Nachweis historischer Prozesse, in Imprimatur 8 (2005). Over de islamische expansie in het algemeen: W.E. Kaegi, Byzantium and the Early Islamic Conquests, Cambridge 1992.
13. ↑  In het onderzoek is de daarmee verbonden inschatting echter omstreden, cf. I. Shahid, The Iranian Factor in Byzantium during the Reign of Heraclius, in Dumbarton Oaks Papers 26 (1972), pp. 293–320, I. Shahid, On the Titulature of the Emperor Heraclius, in Byzantion 51 (1981), pp. 288—296; contra E.K. Chrysos, The Title Basileus in Early Byzantine International Relations, in Dumbarton Oaks Papers 32 (1978), pp. 29–75.
14. ↑  Cf. W. Brandes, Heraclius between Restoration and Reform. Some remarks on recent research, in G.J. Reinink - B. H. Stolte (edd.), The Reign of Heraclius (610–641). Crisis and Confrontation, Leuven, 2002, pp. 17-40., in het bijzonder pp. 31-32.
15. ↑  Niet ten onrechte beschrijft de historicus Gregory hem vooreerst als „...one of the real heroes of Byzantine history and a fascinating character in his own right...“ (T.E. Gregory, A History of Byzantium, Malden - Oxford, 2005, p. 156).

### Secundaire literatuur
- J. Haldon, Byzantium in the Seventh Century. The Transformation of a Culture, Cambridge, 19972.
- J. Howard-Johnston, Heraclius’ Persian Campaigns and the Revival of the East Roman Empire 622–630, in War in History 6 (1999), pp. 1–44.
- W.E. Kaegi, Heraclius – Emperor of Byzantium, Cambridge, 2003.
- R-J. Lilie, Byzanz – Das zweite Rom, Berlijn, 2003, pp. 80ff.
- J. Martindale, The Prosopography of the Later Roman Empire IIIa, Cambridge, 1992, pp. 586f.
- G.J. Reinink - B. H. Stolte (edd.), The Reign of Heraclius (610–641). Crisis and Confrontation, Leuven, 2002.
- A.N. Stratos, Byzantium in the Seventh Century, I, Amsterdam, 1968.